# Hassa Florent Koné
Hassa Florent Koné (ur. 17 lutego 1969 w Minie) – malijski duchowny rzymskokatolicki, biskup San od 2022.

## Życiorys
Święcenia kapłańskie otrzymał 8 września 1996 i został inkardynowany do diecezji San. Był m.in. sekretarzem diecezjalnej i krajowej komisji liturgicznej, ekonomem generalnym Unii Malijskich Kapłanów, a także ojcem duchownym i rektorem seminarium w Bamako.
7 października 2021 papież Franciszek mianował go biskupem ordynariuszem diecezji San. Sakry udzielił mu 8 stycznia 2022 kardynał Jean Zerbo.